# Granatwerfer 42
Der Granatwerfer 42 war ein schwerer Mörser der deutschen Wehrmacht im Zweiten Weltkrieg.

## Entwicklung und Produktion
Der Granatwerfer 42 war eine fast detailgetreue Kopie des sowjetischen Regimentsmörsers 120 mm Polkovoi Minomjot obr. 1938 (120 PM-38). Da die Wehrmacht am Anfang des Krieges gegen die Sowjetunion nur mittlere Granatwerfer hatte, wurde er einfach nachgebaut. Hersteller war die Erste Brünner Waffenfabrik in Brünn. Der Herstellungspreis betrug 1200 RM.

## Munition
Der Granatwerfer 42 konnte deutsche und sowjetische Sprenggranaten mit einem Geschossgewicht von 15,6 Kilogramm verschießen.

## Einsatz

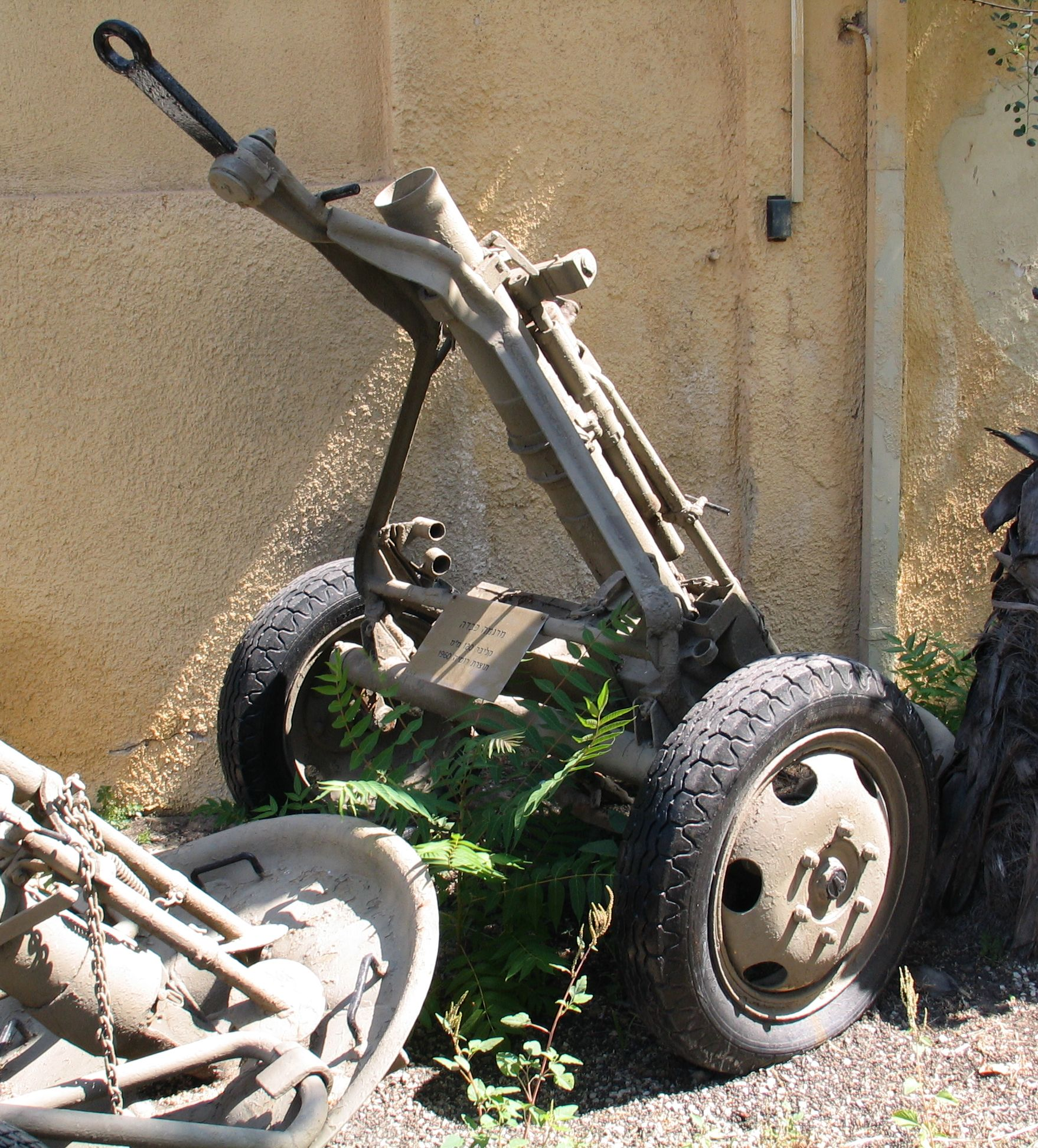
Typischer Transportanhänger für den Werfer

Im Jahre 1942 im Heer eingeführt, ersetzte der Granatwerfer 42 teilweise das 15-cm-schwere Infanteriegeschütz 33, da der Granatwerfer billiger und schneller herzustellen war und auch weniger Soldaten für die Bedienung benötigte. Die Nachteile gegenüber dem 15-cm-schweren Infanteriegeschütz 33, wie kein Flachfeuer schießen zu können, wurden in Kauf genommen.
Ab 1943 gab es auch selbstständige Schwere Granatwerferbataillone zur Schwerpunktbildung die mit dieser Waffe ausgestattet waren. Diese hatten in ihren drei Kompanien, jeweils zwölf Granatwerfer (4 pro Granatwerferzug). Im Juli 1943 gab es die Schweren Granatwerferbataillone 5, 9, 10, 18 und 19.
Erbeutete sowjetische Granatwerfer wurden unter der Bezeichnung 12-cm-Granatwerfer 378(r) (r für russisch) in das Heer übernommen.
Auch im Gebirge oder bei Schnee konnte der Granatwerfer 42 transportiert werden. Dazu wurde dieser auf den Heeresschlitten (Hs. 3), welcher ab 1942 zur Verfügung stand, verlastet.

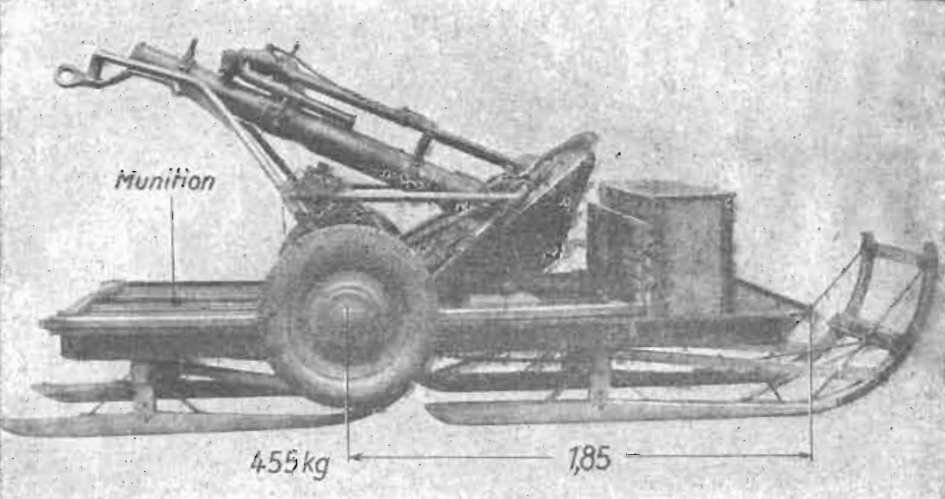
Der Granatwerfer 42 auf dem Hs. 3